# Islands ambassadører i Luxembourg
Islands første ambassadør i Luxembourg var Pétur Thorsteinsson i 1962. Islands nuværende ambassadør i Luxembourg er Þórir Ibsen. Island har ikke nogen ambassade i Luxembourg.

## Liste over ambassadører
| #   | Navn                           | Tid               | Slut på mission   |
| --- | ------------------------------ | ----------------- | ----------------- |
| 1   | Pétur Thorsteinsson            | 1 juni 1962       | 4 august 1965     |
| 2   | Henrik Sveinsson Björnsson     | 4 august 1965     | 16 juni 1976      |
| 3   | Tómas Á. Tómasson              | 16 juni 1976      | 16 september 1977 |
| 4   | Guðmundur Ívarsson Guðmundsson | 16 september 1977 | 19 juni 1979      |
| (2) | Henrik Sveinsson Björnsson     | 19 juni 1979      | 8 februar 1985    |
| (3) | Tómas Á. Tómasson              | 8 februar 1985    | 28 januar 1987    |
| 5   | Einar Benediktsson             | 28 januar 1987    | 11 april 1991     |
| 6   | Hannes Hafstein                | 11 april 1991     | 15 maj 1997       |
| 7   | Gunnar Snorri Gunnarsson       | 15 maj 1997       | 25 februar 2003   |
| 8   | Kjartan Jóhannsson             | 25 februar 2003   | 11 maj 2006       |
| 9   | Stefán H. Jóhannesson          | 11 maj 2006       | 7 december 2011   |
| 10  | Þórir Ibsen                    | 7 december 2011   |                   |